# Borboryctis euryae
Borboryctis euryae är en fjärilsart som beskrevs av Tosio Kumata och Hiroshi Kuroko 1988. Borboryctis euryae ingår i släktet Borboryctis och familjen styltmalar. Inga underarter finns listade i Catalogue of Life.